# Nvidia-GeForce-6-Serie

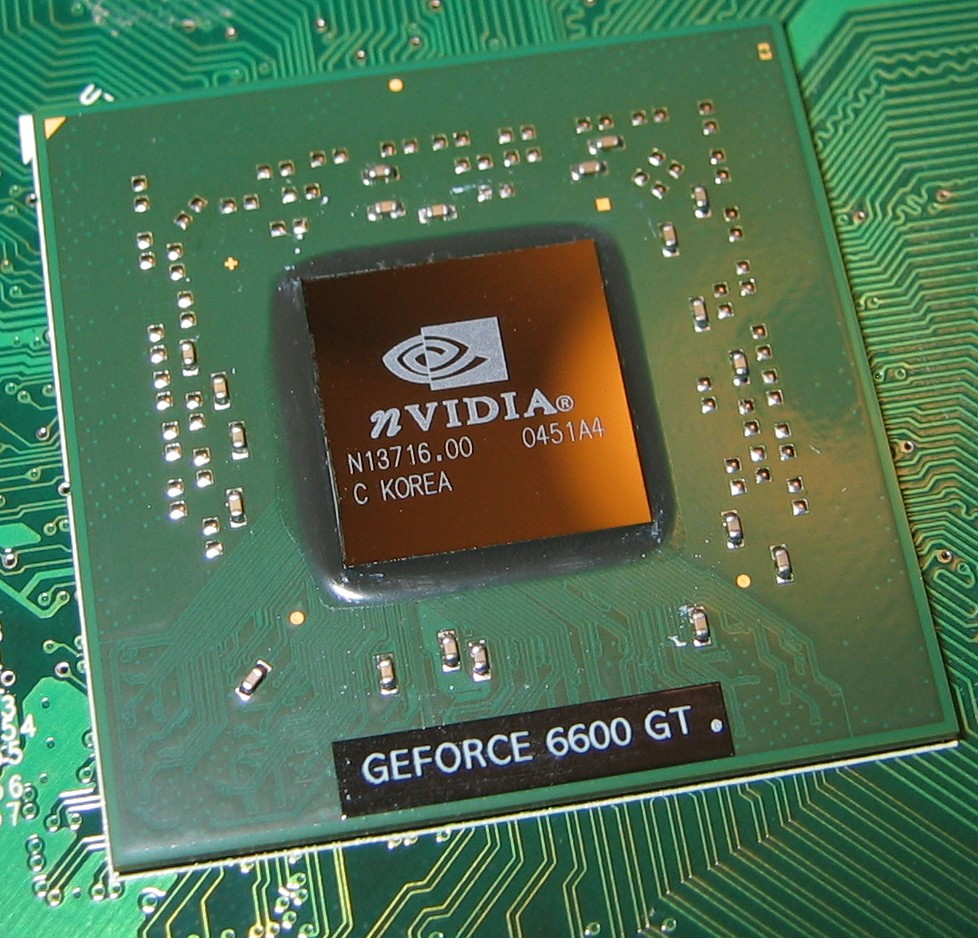
NVIDIA NV43 GPU (6600GT)

Die GeForce-6-Serie ist eine Serie von Desktop-Grafikchips des Unternehmens Nvidia aus den Jahren 2004 und 2005. Sie ist Nachfolger der GeForce-FX-Serie. Mit der GeForce-6-Serie führt Nvidia erstmals das Shadermodell 3.0 (SM 3.0) nach DirectX 9.0c ein und bei den Top-Versionen das Scalable Link Interface (SLI). Hauptkonkurrent war die ATI Radeon-X-Serie. Die GeForce-6-Serie wurde von der GeForce-7-Serie abgelöst.

## Technisches

### Quads
Die verwendeten Grafikchips bestehen aus sog. „Quads“. Je nach Version können Quads auch deaktiviert werden. Eine Quad besteht bei der GeForce-6-Serie aus vier Grafikpipelines, einer Texture Mapping Unit (TMU) und einer Vertex Processing Unit (VPU) (4×1×1). 
Die Grundversion eines jeden Chips besteht allerdings aus vier Grafikpipelines, einer TMU und drei VPUs (4×1×3). Je nach Ausbaustufe erhöht sich also die Ausstattung bei z. B. zwei Quads auf 8×1×4 und bei drei Quads auf 12×1×5 usw. So werden alle gewünschten Konfigurationen erreicht.
Eine Ausnahme ist der NV43-Grafikprozessor, der in seiner maximalen Ausbaustufe mit zwei aktivierten Quads trotzdem nur 8×1×3 statt 8×1×4 besitzt. Mit einer Quad hat er allerdings wie erwartet 4×1×3.

### Grafikprozessoren
Innerhalb der GeForce-6-Serie kommen verschiedene Grafikprozessoren zum Einsatz, die sich hinsichtlich ihrer Fertigungstechnik, ihrer nativen Schnittstelle und ihrer maximalen Quad-Anzahl unterscheiden.
| Grafik- chip | Fertigung | Fertigung      | Fertigung   | Renderpipelines | Renderpipelines | Renderpipelines | API-Support | API-Support | Bus- Schnitt- stelle |
| Grafik- chip | Pro- zess | Transi- storen | Die- Fläche | Quad- Anzahl    | Pipes×TMU×VPU   | Pixel- shader   | DirectX     | OpenGL      | Bus- Schnitt- stelle |
| ------------ | --------- | -------------- | ----------- | --------------- | --------------- | --------------- | ----------- | ----------- | -------------------- |
| NV40         | 130 nm    | 222 Mio.       | 287 mm²     | 4               | 16 × 16 × 6     | 16              | 9.0c        | 2.1         | AGP 8x               |
| NV41         | 130 nm    | 222 Mio.       | 225 mm²     | 3               | 12 × 12 × 5     | 12              | 9.0c        | 2.1         | PCIe                 |
| NV42         | 110 nm    | 202 Mio.       | 222 mm²     | 3               | 12 × 12 × 5     | 12              | 9.0c        | 2.1         | AGP 8x               |
| NV43         | 110 nm    | 146 Mio.       | 150 mm²     | 2               | 08 × 08 × 3     | 08              | 9.0c        | 2.1         | PCIe                 |
| NV44         | 110 nm    | 075 Mio.       | 110 mm²     | 2               | 04 × 04 × 3     | 04              | 9.0c        | 2.1         | PCIe AGP 8x          |
| NV45         | 130 nm    | 222 Mio.       | 287 mm²     | 4               | 16 × 16 × 6     | 16              | 9.0c        | 2.1         | PCIe                 |

## Namensgebung

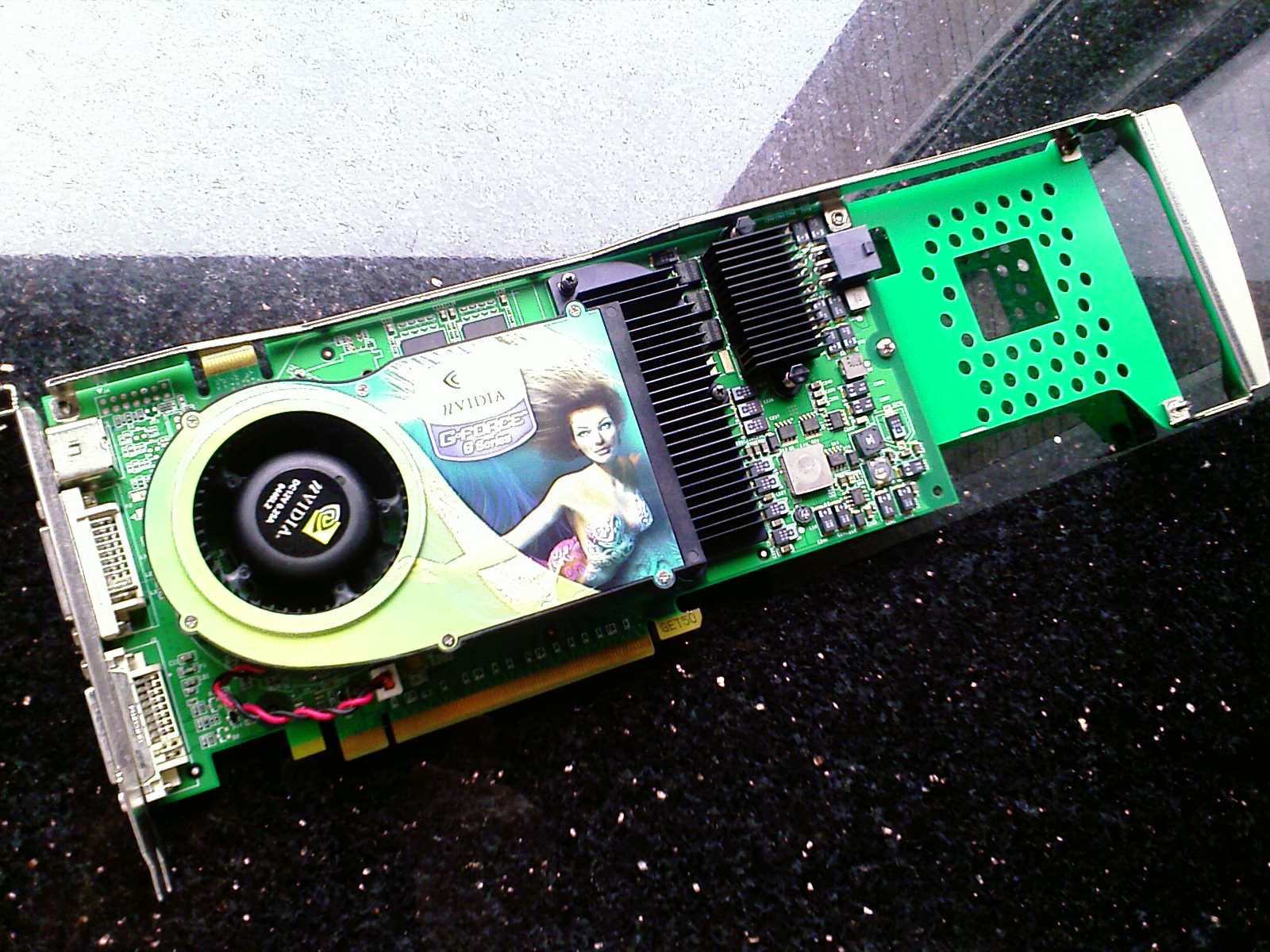
NVIDIA GeForce 6800 Ultra PCI-E (NV48)

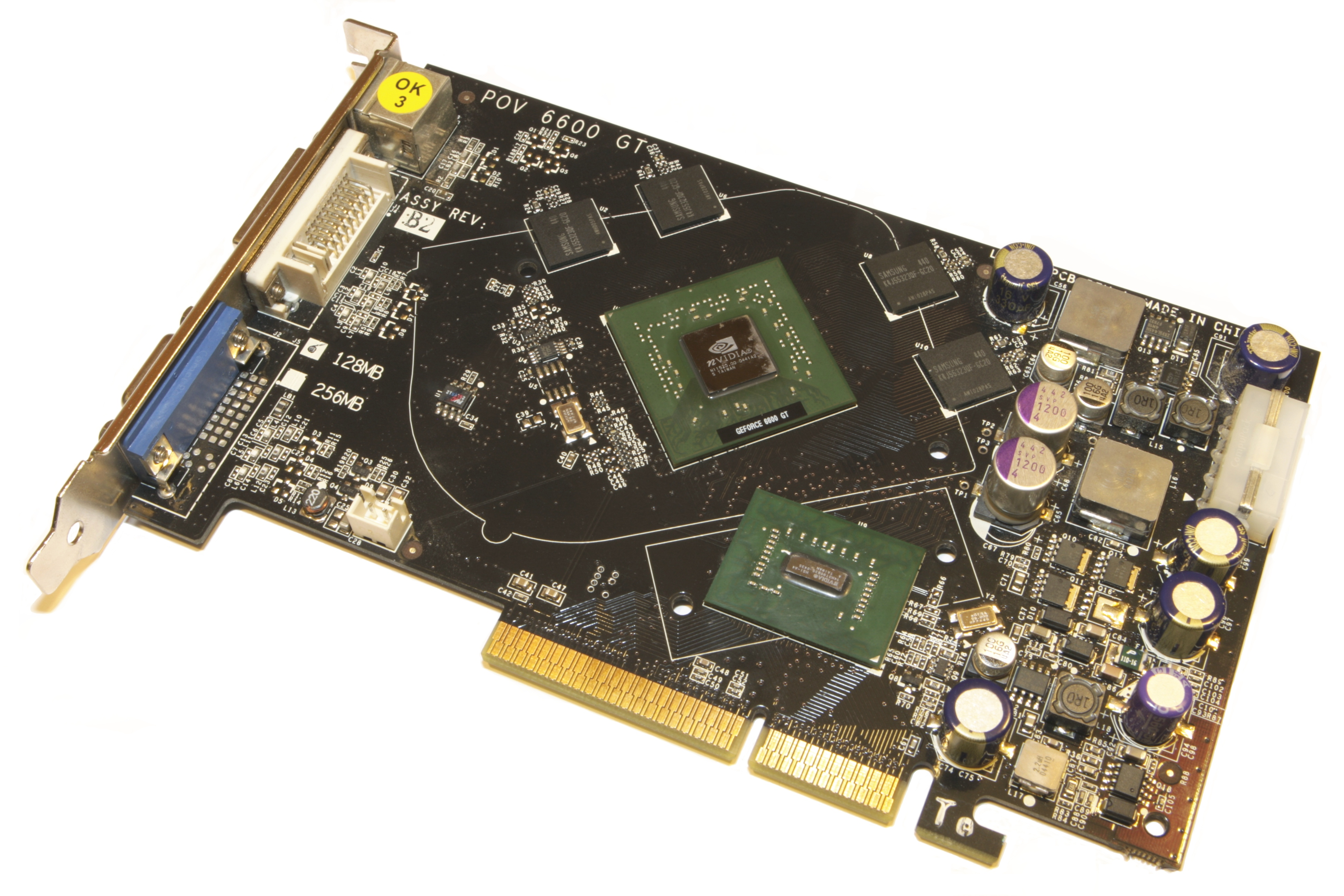
GeForce 6600GT mit AGP-Brückenchip

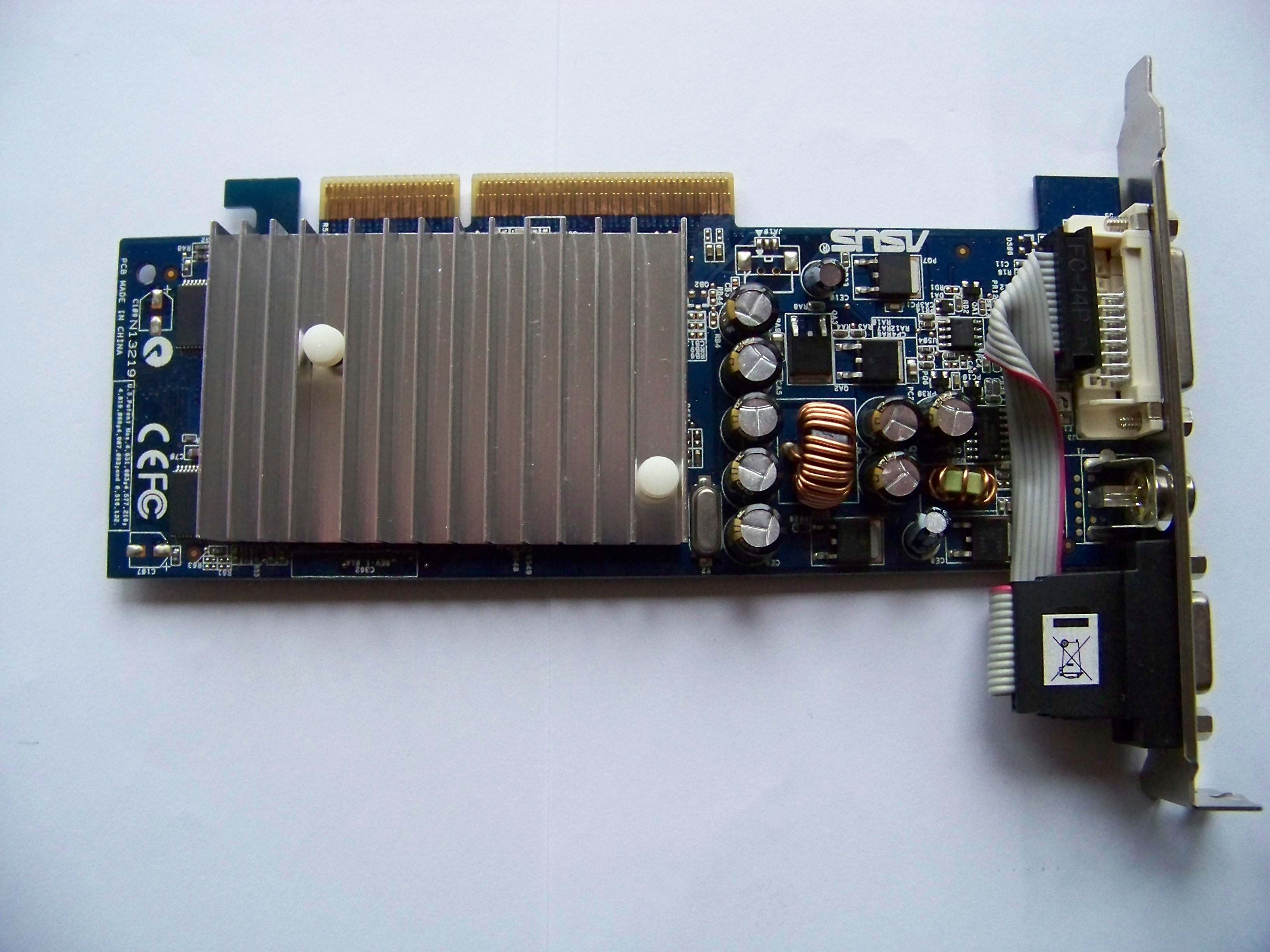
Low-Profile-Version der GeForce 6200, die z. B. auch in den G4 Cube passt

Da die GeForce-FX-Serie nur mäßig am Markt erfolgreich war und sich Nvidia von diesem schlechten Image trennen wollte, wurde bei der GeForce-6-Serie das erst vorher eingeführte „FX“ wieder weggelassen und die Grafikchips allgemein nur noch mit einer vierstelligen Nummer bezeichnet, die alle mit „6“ beginnen. Innerhalb der Familie gilt allerdings nach wie vor eine ähnliche Aufteilung nach Segmenten wie bei der GeForce-FX-Serie. Zusätzlich zu den diskreten Grafikchips integriert Nvidia auch Grafikkerne auf Basis der GeForce-6-Serie in den Chipsätzen der Serie nForce4, diese werden unter den Namen GeForce 6100, GeForce 6150 LE und GeForce 6150 vermarktet.
Aufteilung
- 61xx: integrierte Grafikeinheiten in nForce4-Chipsätzen (siehe ebendort)
- 62xx / 65xx: Low-Cost
- 66xx: Mainstream
- 68xx: High-End

Buchstabenkürzel
- LE, SE – leistungsschwache Version
- XT – leistungsschwache Version
- VE, XE – Sondermodell (nur OEM-Markt), leistungsschwächer als Version ohne Suffix
- kein Suffix – Budgetversion
- GTO, XL – Sondermodell (nur OEM-Markt), leistungsstärker als Version ohne Suffix
- GS – mittelstarke Version einer Serie
- GT – leistungsfähige Version, im Mainstream-Segment die leistungsfähigste Version
- Ultra – leistungsstärkstes Modell (nur im High-End-Segment)

Das Kürzel TC gibt an, dass die Technologie Turbo Cache verwendet wird.

## Modelldaten
| Modell             | Offizieller Launch | Grafikprozessor (GPU) | Grafikprozessor (GPU) | Grafikprozessor (GPU) | Grafikprozessor (GPU) | Grafikspeicher | Grafikspeicher | Grafikspeicher | Grafikspeicher      | Grafikspeicher    | Sonstiges               |
| Modell             | Offizieller Launch | Typ                   | Aktivierte Quads      | Takt (MHz)            | Füllrate (MT/s)       | Größe (MB)     | Takt (MHz)     | Typ            | Speicher- interface | Bandbreite (GB/s) | Sonstiges               |
| ------------------ | ------------------ | --------------------- | --------------------- | --------------------- | --------------------- | -------------- | -------------- | -------------- | ------------------- | ----------------- | ----------------------- |
| GeForce 6200 LE    | 4. Apr. 2005       | NV44                  | 1                     | 350                   | 700                   | 64             | 266            | DDR2           | 32 Bit              | 2.13              |                         |
| GeForce 6200 LE    | 4. Apr. 2005       | NV44                  | 1                     | 350                   | 700                   | 128            | 266            | DDR2           | 64 Bit              | 4,26              | AGP-Version             |
| GeForce 6200       | 11. Okt. 2004      | NV43                  | 1                     | 300                   | 1200                  | 128            | 275            | DDR            | 128 Bit             | 8,8               |                         |
| GeForce 6200       | 4. Apr. 2005       | NV44                  | 2                     | 350                   | 1400                  | 128            | 250            | DDR            | 64 Bit              | 4,0               | AGP-Version             |
| GeForce 6200 SE TC | 15. Dez. 2004      | NV44                  | 2                     | 350                   | 1400                  | 64 128         | 250            | DDR            | 64 Bit              | 4,0               | TurboCache              |
| GeForce 6200 TC    | 15. Dez. 2004      | NV44                  | 2                     | 350                   | 1400                  | 64 128         | 350            | DDR            | 64 Bit              | 5,6               | TurboCache AGP-Version  |
| GeForce 6500       | 1. Okt. 2005       | NV44                  | 2                     | 400                   | 1600                  | 128            | 333            | DDR2           | 128 Bit             | 10,7              |                         |
| GeForce 6600 LE    | 1. Jan. 2005       | NV43                  | 1                     | 300                   | 1200                  | 128 256        | 200            | DDR            | 128 Bit             | 6,4               | SLI-Support             |
| GeForce 6600 VE    | 1. Jan. 2005       | NV43                  | 1                     | 350                   | 1400                  | 128            | 350            | GDDR3          | 128 Bit             | 11,2              | OEM-Produkt SLI-Support |
| GeForce 6600       | 12. Aug. 2004      | NV43                  | 2                     | 300                   | 2400                  | 128 256        | 250            | DDR            | 128 Bit             | 8,0               |                         |
| GeForce 6600 GT    | 12. Aug. 2004      | NV43                  | 2                     | 500                   | 4000                  | 128 256        | 500            | GDDR3          | 128 Bit             | 16,0              | SLI-Support             |
| GeForce 6610 XL    | 14. Nov. 2004      | NV43                  | 2                     | 400                   | 3200                  | 128            | 400            | GDDR3          | 128 Bit             | 12,8              | OEM-Produkt             |
| GeForce 6700 XL    | 14. Nov. 2004      | NV43                  | 2                     | 525                   | 4200                  | 128            | 550            | GDDR3          | 128 Bit             | 17,6              | OEM-Produkt             |
| GeForce 6800 XE    | 30. Sep. 2005      | NV40                  | 2                     | 275                   | 2200                  | 256            | 266            | DDR2           | 128 Bit             | 8,51              | OEM-Produkt AGP-Version |
| GeForce 6800 LE    | 21. Jul. 2004      | NV40                  | 2                     | 320                   | 2560                  | 128            | 350            | DDR            | 256 Bit             | 22,4              | AGP-Version             |
| GeForce 6800 LE    | 16. Jan 2005       | NV41                  | 2                     | 325                   | 2600                  | 128            | 300            | DDR            | 256 Bit             | 19,2              | SLI-Support             |
| GeForce 6800 XT    | 30. Sep. 2005      | NV40                  | 2                     | 325                   | 2600                  | 256            | 350            | DDR            | 256 Bit             | 22,4              | OEM-Produkt AGP-Version |
| GeForce 6800 XT    | 30. Sep. 2005      | NV41                  | 2                     | 425                   | 3400                  | 256            | 500            | GDDR3          | 256 Bit             | 32,0              | SLI-Support             |
| GeForce 6800       | 14. Apr. 2004      | NV40                  | 3                     | 325                   | 3900                  | 128 256        | 350            | DDR            | 256 Bit             | 22,4              | AGP-Version             |
| GeForce 6800       | 8. Nov. 2004       | NV41                  | 3                     | 325                   | 3900                  | 256            | 350            | DDR            | 256 Bit             | 22,4              | SLI-Support             |
| GeForce 6800 GTO   | 14. Apr. 2004      | NV40                  | 3                     | 350                   | 4200                  | 256            | 450            | GDDR3          | 256 Bit             | 28,8              | OEM-Produkt SLI-Support |
| GeForce 6800 GS    | 8. Dez. 2005       | NV40                  | 3                     | 350                   | 4200                  | 128 256        | 500            | GDDR3          | 256 Bit             | 32,0              | AGP-Version             |
| GeForce 6800 GS    | 7. Nov. 2005       | NV41                  | 3                     | 425                   | 5100                  | 256            | 500            | GDDR3          | 256 Bit             | 32,0              | SLI-Support             |
| GeForce 6800 GT    | 14. Apr. 2004      | NV40                  | 4                     | 350                   | 5600                  | 128 256/512    | 350            | DDR/DDR2/GDDR3 | 128/256 Bit         | 22,4              | AGP-Version             |
| GeForce 6800 GT    | 8. Jun. 2004       | NV45                  | 4                     | 350                   | 5600                  | 256            | 500            | GDDR3          | 128/256 Bit         | 32,0              | SLI-Support             |
| GeForce 6800 Ultra | 14. Apr. 2004      | NV40                  | 4                     | 400                   | 6400                  | 256            | 550            | GDDR3          | 256 Bit             | 35,2              | AGP-Version             |
| GeForce 6800 Ultra | 26. Jul. 2004      | NV45                  | 4                     | 400                   | 6400                  | 256 512        | 550            | GDDR3          | 256 Bit             | 35,2              | SLI-Support             |

Hinweise
- Die angegebenen Taktraten sind die von Nvidia empfohlenen bzw. festgelegten. Allerdings liegt die finale Festlegung der Taktraten in den Händen der jeweiligen Grafikkarten-Hersteller. Daher ist es durchaus möglich, dass es Grafikkarten-Modelle gibt oder geben wird, die abweichende Taktraten besitzen.
- Auch obliegt es den Herstellern, ob die finale Grafikkarte einen PCIe- oder einen AGP-Anschluss aufweist, denn GPUs mit nativer PCIe-Schnittstelle lassen sich mit Hilfe eines Brückenchips auch für AGP-Grafikkarten nutzen.